# صالح أباد (نائين الشمال)
صالح أباد هي قرية في مقاطعة نائين، إيران. في تعداد عام 2006، لوحظ وجودها، ولكن لم يتم الإبلاغ عن سكانها.